# الإخوان المسلمون في أمريكا
الإخوان المسلمون في أمريكا لهم أنشطة عديدة في الولايات المتحدة، حيث قاموا بإنشاء العديد من المؤسسات والمنظمات الإسلامية ومنها:
- - الجمعية الإسلامية الأمريكية والتي يتبعها العشرات من المؤسسات الإسلامية الاخري the Muslim American Society in 1992[1]
  - the American Muslim Council in 1990[1]
  - الجمعية الإسلامية لأمريكا الشمالية the Islamic Society of North America in 1981[1]
  - المعهد العالمي للفكر الإسلامي the International Institute of Islamic Thought in the 1980s
  - North American Islamic Trust in 1971 [1]
  - رابطة الطلاب المسلمين the Muslim Students Association 1963 [1]

## وصلات خارجية
- الإخوان المسلمين في الولايات المتحد، ستيفين ميرلي، إخوان ويكي
- أ/ مصطفى مشهور المرشد العام للإخوان المسلمين وكلمة لرابطة الشباب المسلم بأمريكا
- الولايات الأمريكية الإسلامية بقلم دانيال بايبس
- غزو الإخوان المسلمين لأوروبا - الموقع الأمريكي منتدي الشرق الأوسط
- محمد الأحمري .. نشاطات التجمع الإسلامي وأهدافه، محمد حامد الأحمري رئيس التجمع الإسلامي في أميركا الشمالية، برنامج لقاء اليوم، قناة الجزيرة، 24 فبراير 2002م
- A rare look at secretive Brotherhood in America - chicago tribune
- THE WORLD AFTER 9/11 : The Muslim Brotherhood In America - In Search Of Friends Among The Foes - washington post
- American film The Brotherhood
- من تاريخ الحركة الإسلامية في أمريكا، إسلام أون لاين، 29 أبريل 2008م
- قيادات وجمعيات الإخوان المسلمين السرية في أمريكا، جريدة الفجر المصرية